# Dinocoryna bisinuata
Dinocoryna bisinuata är en skalbaggsart som beskrevs av Thomas Casey 1893. Dinocoryna bisinuata ingår i släktet Dinocoryna och familjen kortvingar. Inga underarter finns listade i Catalogue of Life.